# Leptogaster cressoni
Leptogaster cressoni là một loài ruồi trong họ Asilidae. Leptogaster cressoni được Bromley miêu tả năm 1942. Loài này phân bố ở vùng nhiệt đới châu Phi.